# Погонівка
Пого́нівка —  село в Україні, у Барвінківській міській громаді Ізюмського району Харківської області. Населення становить 717 осіб. До 2020 орган місцевого самоврядування — Богодарівська сільська рада.

## Географія
Село Погонівка знаходиться за 7 км на південь від міста Барвінкове, на початку балки Погонівський Яр, по якій протікає пересихаючий струмок на якому зроблено кілька загат.

## Історія
Перші згадки про село сягають кінця XIX століття. А назва його пішла від першого поселенця Погона, який і започаткував тут німецьку колонію. Будувалися маєтки, деякі з них частково збереглися до наших днів.
За деякими свідченнями, багато для розвитку села зробив поміщик Рендак, пам'ять про нього збереглася у назві одного з навколишніх полів. У центрі села височів будинок поміщика Шлатуса, а неподалік від нього — оселя Нефельта. Самі вони займалися конярством.
Будівля Шлатуса була зведена в 1912 році. А в 1934-му в цьому будинку розміщувалася редакція місцевої газети "Вперед".
У 1941 році в підвальному приміщенні цього будинку знаходився продовольчий склад. А в повоєнні роки тут знаходилася контора радгоспу ім. Куйбишева, який був заснований у 1923 році, та редакція місцевого радіомовлення з сільським радіовузлом.
Нині тут розміщується сільська бібліотека.
У 1930 році в селі був районний будинок для дітей-сиріт. У Погонівці до революції й до війни працював цегельний завод. На околиці села в роки Німецько-радянської війни був розташований військовий аеродром.
Багато погонівців за ратні подвиги було нагороджено бойовими орденами і медалями, чимало односельців не повернулося з фронтів. А в братській могилі поховані радянські воїни, які загинули в роки війни при звільненні села від німецько-нацистських загарбників.
Погонівка виховала й знатну пташницю, депутата Верховної Ради УРСР, делегата XXIII з'їзду КПРС, Героя Соціалістичної Праці Ольгу Кіндратівну Панасенко.
12 червня 2020 року, відповідно до Розпорядження Кабінету Міністрів України  № 725-р «Про визначення адміністративних центрів та затвердження територій територіальних громад Харківської області», увійшло до складу Барвінківської міської територіальної громади.
19 липня 2020 року, в результаті адміністративно-територіальної реформи та ліквідації Барвінківського району, село увійшло до складу Ізюмського району.

## Економіка
В селі є молочно-товарна, свино-товарна і птахо-товарна ферми.

## Культура
- Школа

## Пам'ятки
Навколо села зареєстровано чотири кургани як пам'ятки археології.